# 東京少年鑑別所
東京少年鑑別所（とうきょうしょうねんかんべつしょ）は、法務省東京矯正管区に属する少年鑑別所。「東京法務少年支援センター『ねりま青少年心理相談室』」とも呼ばれる。通称はネリカン。

## 概要
1949年の少年法・少年院法施行により開設。2012年施行の少年鑑別所法に基づき鑑別業務を行っている。人口の多い東京都の需要に対応するため東京少年鑑別所が23区内と島しょ部を、東京西少年鑑別所（東京西法務少年支援センター）がそれ以外の東京諸地域を管轄する。
少年鑑別所は、家庭裁判所による観護措置が決定した少年（触法少年を含む）に対しおおむね4週間程度（重大事件等では最大8週間）かけて鑑別を行い、鑑別結果通知書を家庭裁判所に送付する。鑑別結果は少年審判や少年院、保護観察所、そして児童自立支援施設などで役立てられる。

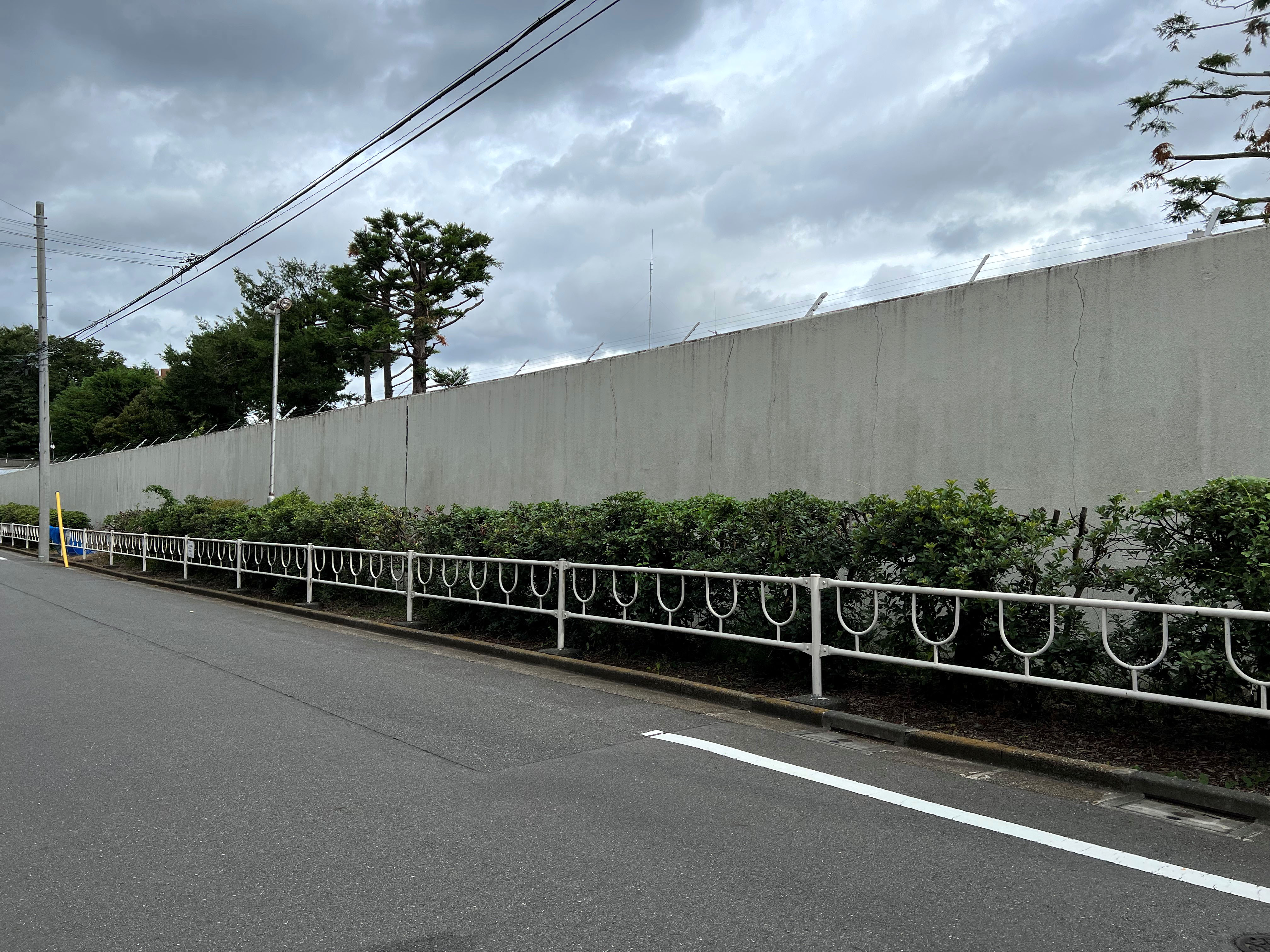
外塀
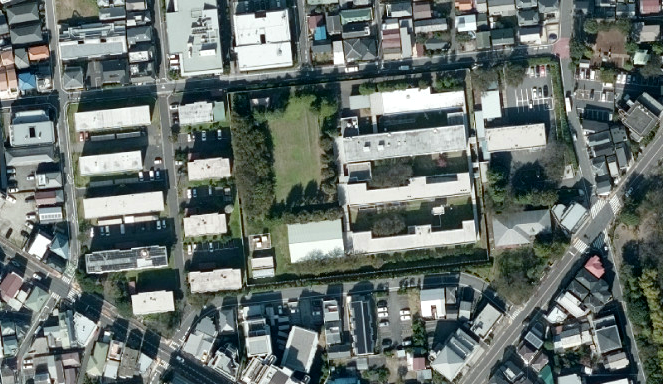
航空写真
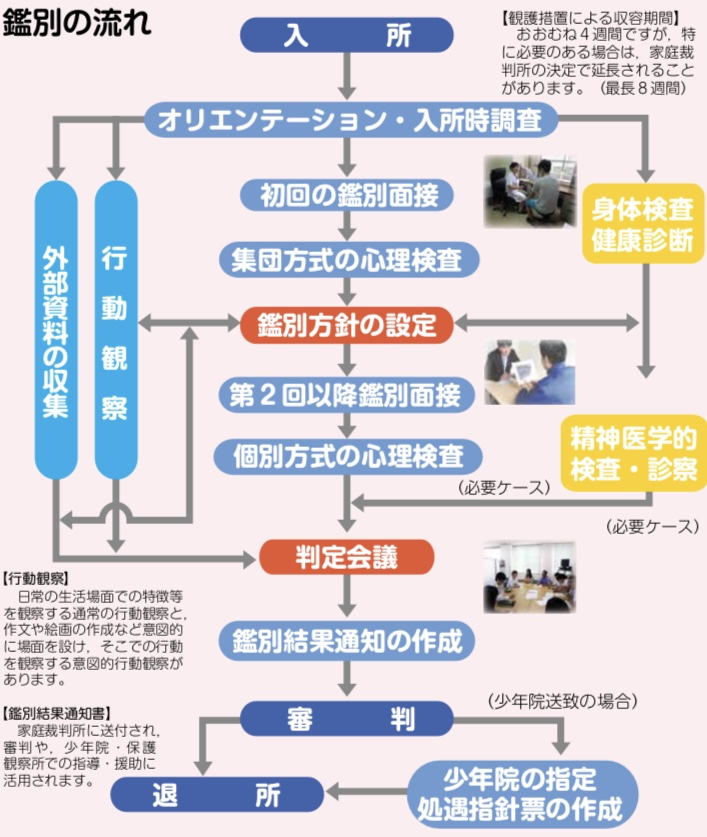
鑑別の流れ

## 業務
職員は約60人。
- 法務教官
→少年の教育・指導を行う。教員免許を持つ者も少なくない。
- 法務技官（矯正心理専門職）
→少年の心理検査を行う専門職員。主に大学と大学院で心理学を専攻し、臨床心理士の資格を持つ者が多い。
- 内科医と精神科医
- その他職員

東京少年鑑別所は鑑別所の中核的な役割を果たしており、新人職員の採用・育成、施策の立案・試行なども行う。
2016年の入所者非行別内訳では、男子は窃盗、傷害、恐喝が多い。女子は虞犯、覚せい剤関連が多い。最近の傾向としては、詐欺で検挙され、入所する少年が多くなっている。入所者の中には発達障害を抱えている少年も多く、自閉症スペクトラムが90人、ADHDが98人である。また、国際化に伴って外国人が収容されることも増え、国籍別でみると中国31人、ベトナム17人、フィリピン8人、韓国6人、ブラジル3人、その他が10人である。

## 一般人からの相談

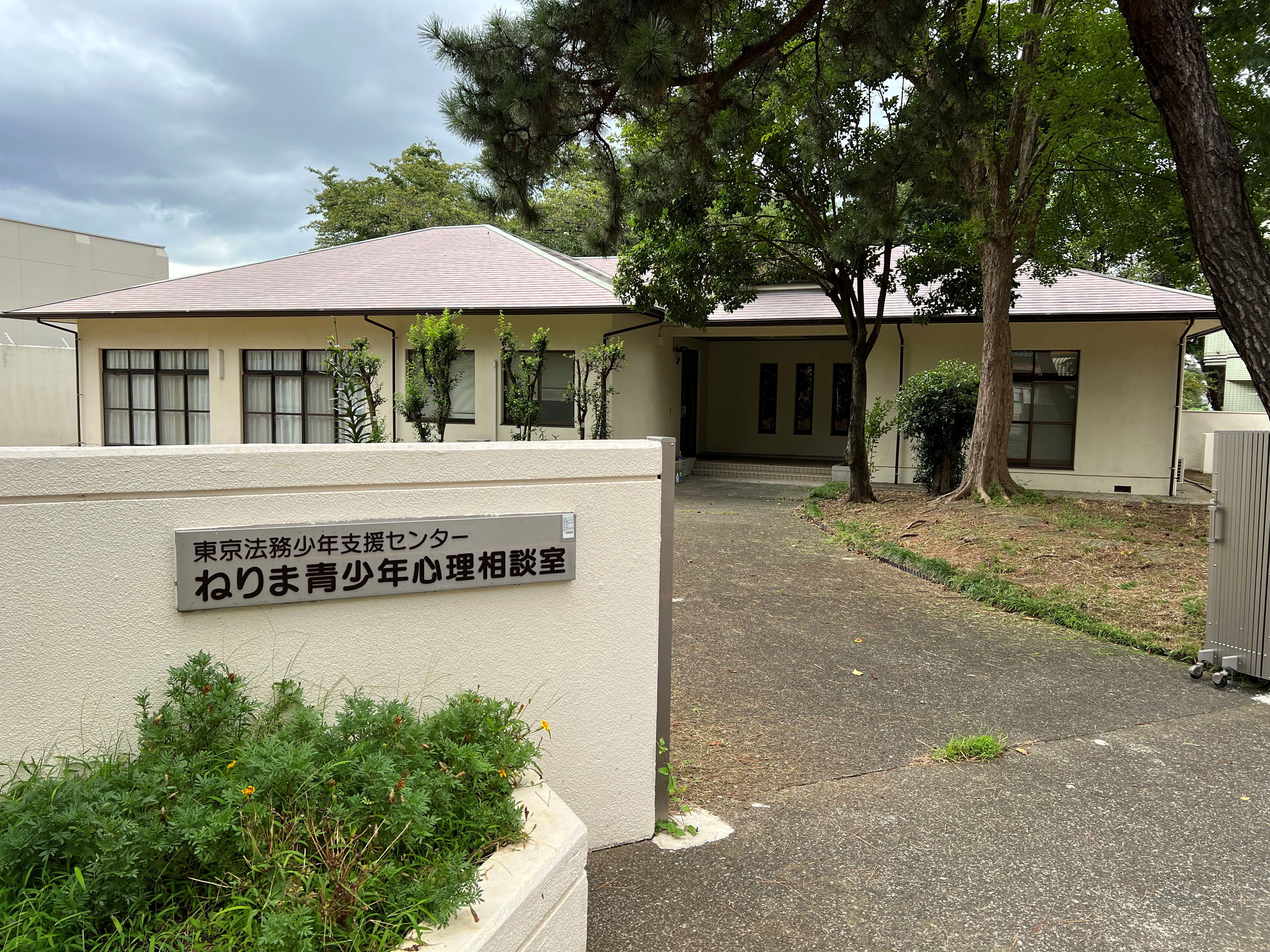
ねりま青少年心理相談室

併設されている東京法務少年支援センター「ねりま青少年心理相談室」では、非行少年への対応を専門とする強みを活かして、一般人からの相談も無料で受け付けている。少年鑑別所での心理相談は、その信頼性に定評があり、臨床心理士である法務技官や、社会学・心理学・教育学等を専門とする法務教官らが相談に応じている。
心理相談室は、相談者が人目を気にせず訪れやすいように配慮して、鑑別所とは別の門から入れるようになっている。なお、秘密は厳守される。
相談者は本人のみならず、家族などの周囲からも受け付けている。成人も利用可能である。学校での非行やいじめ等の問題行動をとる生徒について、教師に助言したり、生徒・保護者・教師それぞれと面談をした実績もある。学校が主催する問題行動をとる生徒に関する指導研究会に参加して助言したり、法教育授業をしたりもする。
- 非行
- 犯罪行為
- 親子関係
- 職場や学校などでのトラブル
- 交友関係の悩み
- 再犯防止
- 子育ての悩み
- 思春期相談
- 知能検査

電話とメールで相談予約を受け付けている （外部サイト）「ねりま青少年心理相談室」ホームページ。

## アクセス
東京都練馬区氷川台2-11-7

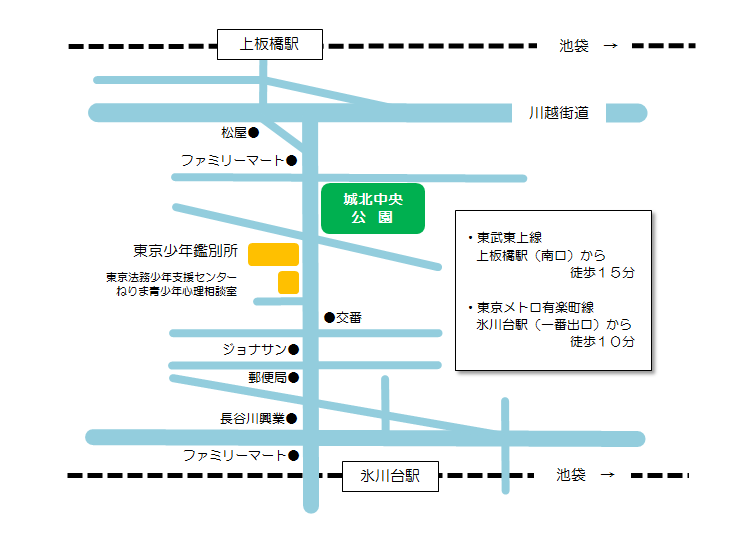

- 東武東上線 上板橋駅（南口）- 徒歩約15分
- 東京メトロ有楽町線 氷川台駅（1番出口）- 徒歩約10分

## 関係者
- 山口二矢 - 浅沼稲次郎刺殺事件から3週間後の1960年11月2日に、本鑑別所で自殺[10]。
- 佐々木秀夫 - 怒羅権の初代総長。自伝で、16歳で恐喝して人生で初めて逮捕され収容された、と述べている[11]。